# 共产主义青年联合会
共产主义青年联合会（西班牙語：Federación Juvenil Comunista，缩写为FJC）是阿根廷共产党的青年翼。该组织成立于1921年4月12日，曾取名为国际社会主义青年。该组织是阿根廷历史上最有影响力的青年政治组织之一。该组织以马克思列宁主义和格瓦拉主义为指导思想。该组织的总书记是毛罗·迪亚斯·哈达德。该组织是世界民主青年联盟的成员。